# Wormaldia vargai
Wormaldia vargai là một loài Trichoptera trong họ Philopotamidae. Chúng phân bố ở miền Cổ bắc.